# Sa raison d'être
Sa raison d'être [sa ʁɛ.zɔ̃ d‿ɛtʁ] je francouzský dvoudílný televizní film z roku 2008, který režíroval Renaud Bertrand. Zachycuje vývoj francouzské rodiny v letech 1980–1998.

## Děj
Isabelle, která studuje v Paříži, přijíždí na Vánoce roku 1980 k rodičům, aby jim představila svého přítele Bruna. Isabelle je těhotná s jiným mužem, který ji opustil. Do Bruna se tajně zamiluje Isabellin bratr Nicolas. Bruno i před nesouhlas Isabelliny matky žije s ní a vychovávají spolu syna Jérémyho. Isabelle přesto nechce Bruna uznat za otce a za poručníka určí svého bratra. V roce 1981 se francouzským prezidentem stává François Mitterrand a Nicolas začne pracovat jako poradce v komunální politice.
Během útoku v Rue des Rosiers Isabelle umírá a Bruno je vážně zraněn. Nicolas vychovává Jérémyho a když se Bruno uzdraví, sestěhují se společně do jednoho bytu, aby jej mohli vychovávat společně. O něco později se Bruno dozví od zdravotní sestry Nadie, že krev, která mu byla v nemocnici po útoku podána transfúzí, byla infikována virem HIV. Nicolas se seznámí s poslancem Pierrem Bressonem, kterému začne dělat asistenta a začnou spolu utajený vztah. V roce 1998 umírá Bruno. Podaří se ho převézt z nemocnice domů, aby mohl sledovat mistrovství světa ve fotbale, ve kterém Francie vyhrála. Když začne Národní shromáždění projednávat občanský pakt solidarity, Pierre je proti návrhu, čímž zaviní rozchod s Nicolasem.

## Obsazení
| Nicolas Gob        | Bruno                  |
| Michaël Cohen      | Nicolas Guichard       |
| Clémentine Célarié | Hélène Guichard, matka |
| Valérie Mairesse   | Mado, Brunova matka    |
| Nozha Khouadra     | Nadia                  |
| Bérénice Bejo      | Fabienne               |
| Valérie Donzelli   | Nathalie               |
| Cyril Descours     | Jérôme                 |
| Philippe Lefebvre  | Pierre Bresson         |
| Carlo Brandt       | Alain Guichard, otec   |
| Jean Dell          | Brunův otec            |
| Sophie Quinton     | Isabelle               |
| Nicolas Briançon   | Jacques                |
| Roger Dumas        | Samson                 |
| Dimitri Pounot     | Lukas                  |
| James Gerard       | Warren                 |

## Ocenění
- Festival televizní tvorby v Bagnères-de-Luchon: herecké ocenění (Nicolas Gob, Michaël Cohen)
- Festival MIX v Miláně: nejlepší film